# Gerardo III di Gheldria
Gerardo di Gheldria in francese: Gérard III de Gueldre (1185 – 22 ottobre 1229) fu conte di Gheldria e di Zutphen dal 1207 fino alla sua morte.

## Origine
Secondo il Kronijk van Arent toe Bocop, Gerardo era il figlio maschio primogenito del conte di Gheldria e conte di Zutphen, Ottone I e della moglie, Riccarda di Baviera e di Riccarda di Baviera, che, ancora secondo il Kronijk van Arent toe Bocop, era figlia del conte di Jülich (graven docter van Gullick toe wiue, Richgerda), Ottone I di Baviera (Otto dictus de Schiren), come ci viene confermato dalla Genealogia Ottonis II Ducis Bavariæ et Agnetis Ducissæ, che divenne duca di Baviera e di Agnese di Looz, figlia di Luigi I conte di Looz e Agnese di Metz.
Sempre secondo il Kronijk van Arent toe Bocop, Ottone I di Gheldria era il figlio maschio secondogenito del conte di Gheldria e conte di Zutphen, Enrico I (Gherrit und dye ander Otte) e di Agnese d'Arnstein, come conferma anche la Vita Lodewici comitis de Arnstein, riportando che una sorella del conte d'Arnstein, si sposò nella Contea di Zutphen (in Sutpheniensem transiit comitiam), senza precisare il nome, riportando che era la settima sorella del conte Ludovico, quindi una discendente degli Arnstein.

## Biografia
Gerardo viene citato nel documento nº 404 del Ooorkondenboek der graafschappens Gelre en Zutfen, nel 1203, col quale suo padre, Ottone (Otto, Dei gratia Gelre comes) fece una donazione alla chiesa della beata Maria di Bedebur col consenso della moglie, Riccarda e dei figli Gerardo, Ottone e Luigi (Richardis uxoris mee et heredum meorum scilicet Gerardi, Ottonis sive Lodevici).
Non si conosce l'anno esatto della morte di suo padre, Ottone I, al quale Gerardo succedette come, Gerardo III; la morte di ottone I avvenne tra il 1203 ed il 1207, poiché in quest'ultimo anno, nel documento nº 421 del Ooorkondenboek der graafschappens Gelre en Zutfen, inerente ad una donazione in suffragio dell'anima del padre, Ottone (patris mei Ottonis), alla chiesa dedicata a Santa Valpurga, a Zutphen, col consenso di Riccarda e dei figli, Ottone, prevosto di Xanten e Luigi (matris mee Richardis et fratrum meorum Ottonis, Xanctensis prepositi, et Lodewici) viene citato come conte di Gheldria, il figlio, Gerardo (Gerhardus comes Gelrie et Zutphanie).
Dopo essere rimasta vedova, sua madre, Riccarda si ritirò in convento e fondò il monastero cistercense femminile a Roermond, e ne divenne la prima badessa, e dove morì il 21 Settembre 1231 e fu sepolta.
Secondo il Kronijk van Arent toe Bocop, Gerardo fu in conflitto con Otto II di Lippe, vescovo-principe di Utrech, ma poi nella lotta contro Rudolf II di Coevorden, fu un suo alleato; infatti la Chronologia Johannes de Bek riporta che Gerardo partecipò alla Battaglia di Ane, al seguito di Otto II di Lippe, vescovo-principe di Utrech, contro Rudolf II di Coevorden, appoggiato dai contadini del Drenthe, che ebbero la meglio sui cavalieri avversari che subirono molte perdite e Gerardo fu catturato e morì, in seguito, per le ferite riportate, mentre il vescovo, Otto, fu fatto prigioniero, torturato e ucciso; questa battaglia avvenne nell'estate del 1227.

Secondo il Kronijk van Arent toe Bocop, invece Gerardo prese parte alla battaglia di Zutphen, nel 1229, dove perse la vita, aggiungendo che fu sepolto a Roermond.

## Matrimonio e discendenza
Gerardo aveva sposato, all'incirca nel 1206 Margherita di Brabante, come ci viene confermato dalla Genealogia Ducum Brabantiæ Heredum Franciæ, figlia del Duca della Bassa Lorena (Lotaringia), duca di Lovanio e duca di Brabante, Enrico I e della moglie, Matilde di Lorena, figlia del Conte consorte di Boulogne, Matteo di Lorena e della Contessa di Boulogne, Maria, come ci viene confermato sia dalla Flandria Generosa (Continuatio Bruxellensis), che dal Gisleberti Chronicon Hanoniense; il matrimonio viene confermato anche dalla Oude Kronik van Brabant (non consultata); il contratto di matrimonio era stato concordato a Lovanio nel 1206. Margherita sopravvisse al marito circa due anni e fu sepolta nel monastero cistercense di Roermond, accanto al marito.

Gerardo da Margherita ebbe quattro figli:
- Ottone II († 10 gennaio 1271), conte di Gheldria[17];
- Enrico († 1285), vescovo di Liegi, come riportato dal Aegidii Aurævallensis Gesta Episcoporum Leodiensium, Liber III[18];
- Margherita († dopo il 1236), fidanzata (forse sposata) con Guglielmo IV, conte di Jülich, secondo un documento delle Preuves de Trophées tant sacrés que profanes du duché de Brabant, datato 1236, era stato stipulato un contratto di matrimonio con la sorella del conte di Gheldria e conte di Zutphen, Ottone II[19];
- Riccarda († 1295 circa), che sposò  Guglielmo IV, conte di Jülich, come conferma il documento nº 500 del Urkundenbuch für die Geschichte des Niederrheins, Band II[20].

### Fonti primarie
- (LA)  Monumenta Germaniae Historica, tomus XVII.
- (LA)  Fontes rerum Germanicarum III.
- (LA)  Monumenta Germaniae Historica, Scriptores, tomus IX.
- (LA)  Monumenta Germaniae Historica, tomus XXV.
- (LA)  Monumenta Germaniae Historica, Scriptores, tomus XXI.
- (LA)  Urkundenbuch für die Geschichte des Niederrheins, Band II.
- (LA)  Kronijk van Arent toe Bocop.
- (LA)  Chronologia Johannes de Bek.
- (LA)  Oorkondenboek der Graafschappen Gelre en Zutfen tot op den Slag van Woeringen, 5. Juni 1288.
- (LA)  Trophées tant sacrés que profanes du duché de Brabant